# Synagathis kauricola
Synagathis kauricola là một loài bọ cánh cứng trong họ Zopheridae. Loài này được Carter & Zeck miêu tả khoa học năm 1937.